# زاغی آبی نوک‌سرخ
زاغی آبی نوک‌سرخ (نام علمی: Urocissa erythrorhyncha) نام یک گونه از سرده زاغی‌های روشن است.